# Loránd-Bálint Magyar
Magyar Loránd-Bálint (n. 17 februarie 1980, Halmeu, România) este un deputat român, ales în 2016. 